# Диксонія
Диксонія (Dicksonia) — рід папоротей, ряду Filicales. Вважається спорідненим з родом Cyathea, хоча розглядається як примітивніший рід, що виник за часів Юрського або Крейдового періодів.

## Види
- Dicksonia antarctica, Австралія
- Dicksonia arborescens, острів Святої Олени
- Dicksonia archboldii, Нова Гвінея
- Dicksonia baudouini, Нова Каледонія
- Dicksonia berteriana, архіпелаг Хуан-Фернандес
- Dicksonia blumei, Індонезія, Філіппіни
- Dicksonia brackenridgei, Фіджі, Самоа
- Dicksonia externa, архіпелаг Хуан-Фернандес
- Dicksonia fibrosa, Нова Зеландія
- Dicksonia grandis, Нова Гвінея
- Dicksonia herbertii, Австралія
- Dicksonia hieronymi, Нова Гвінея
- Dicksonia lanata, Нова Зеландія
- Dicksonia lanigera, Нова Гвінея
- Dicksonia mollis, Індонезія
- Dicksonia sciurus, Нова Гвінея
- Dicksonia sellowiana, Центральна Америка
- Dicksonia squarrosa, Нова Зеландія
- Dicksonia steubelii, північ Перу
- Dicksonia thyrsopteroides, Нова Каледонія
- Dicksonia youngiae, Австралія[1]